# 12376 Cochabamba
För andra betydelser, se Cochabamba (olika betydelser).
12376 Cochabamba eller 1994 NW1 är en asteroid i huvudbältet som upptäcktes den 8 juli 1994 av den belgiske astronomen Eric W. Elst vid CERGA-observatoriet. Den är uppkallad efter den bolivianska staden Cochabamba.
Asteroiden har en diameter på ungefär 5 kilometer.